# Love & Hate
Love & Hate —en español: Amor & Odio— es el nombre del cuarto álbum de estudio grabado por el grupo de bachata dominicano-estadounidense Aventura. Fue lanzado al mercado bajo el sello discográfico Premium Latin Music el 18 de noviembre de 2003.

## Lista de canciones
| Love & Hate |                       |          |  |
| N.º         | Título                | Duración |  |
| 1.          | «Intro»               | 2:05     |  |
| 2.          | «La Película»         | 5:29     |  |
| 3.          | «Hermanita»           | 4:35     |  |
| 4.          | «Mi Niña Cambió»      | 4:32     |  |
| 5.          | «Pueblo Por Pueblo»   | 3:38     |  |
| 6.          | «I'm Sorry»           | 4:10     |  |
| 7.          | «Déjà Vu»             | 4:20     |  |
| 8.          | «Conciencia»          | 3:52     |  |
| 9.          | «Llorar»              | 4:07     |  |
| 10.         | «Papi Dijo»           | 4:04     |  |
| 11.         | «Me Voy»              | 4:08     |  |
| 12.         | «Te Invito»           | 3:31     |  |
| 13.         | «Aventura»            | 3:48     |  |
| 14.         | «La Guerra»           | 3:25     |  |
| 15.         | «Don't Waste My Time» | 4:10     |  |
| 61:31       |                       |          |  |